# 杨揆一

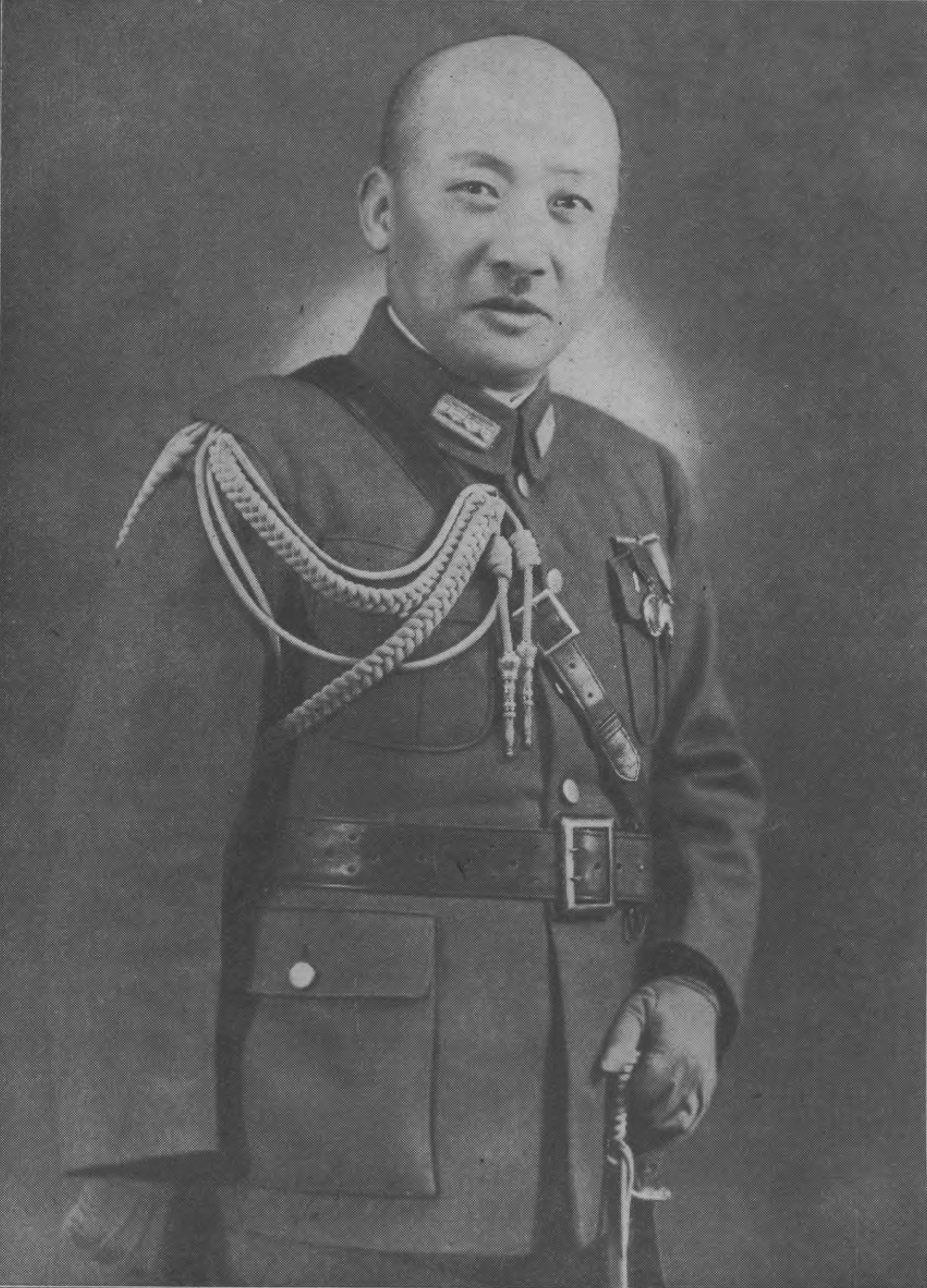
楊揆一

杨揆一（1885年—1945年），名齐虎，号默庵。湖北鹤峰下洞坪人，土家族。生于武昌，幼时入塾、及县庠。1903年入武昌湖北武备学堂，1907年7月-1908年11月赴日本陆军士官学校留学，炮科。回国后任新军陆军第八镇炮兵第八标一营管带，1911年随部参加武昌起义。后任福建督军公署少将主任。1932年，任国民政府驻鄂特派绥靖主任公署参谋长。1936年先后晋升陆军少将、陆军中将。翌年，出任湖北省政府委员、湖北省政府秘书长。1939年加入汪精卫政权，同年当选汪政权国民党中央委员、湖北省党部主委。后又历任国民政府筹备委员会委员、军事委员会常委、中央政治委员会委员、参谋本部政务次长兼代理部长、军事委员会办公厅主任等职。1941出任汪精卫政权参谋本部部长，并兼任清乡委员会委员。1942年，又任湖北省政府主席。1944年任武汉绥靖公署主任、湖北省保安司令。翌年，任军事参议院院长。抗日战争结束后，于1945年冬被处决。